# Naaktfotografie

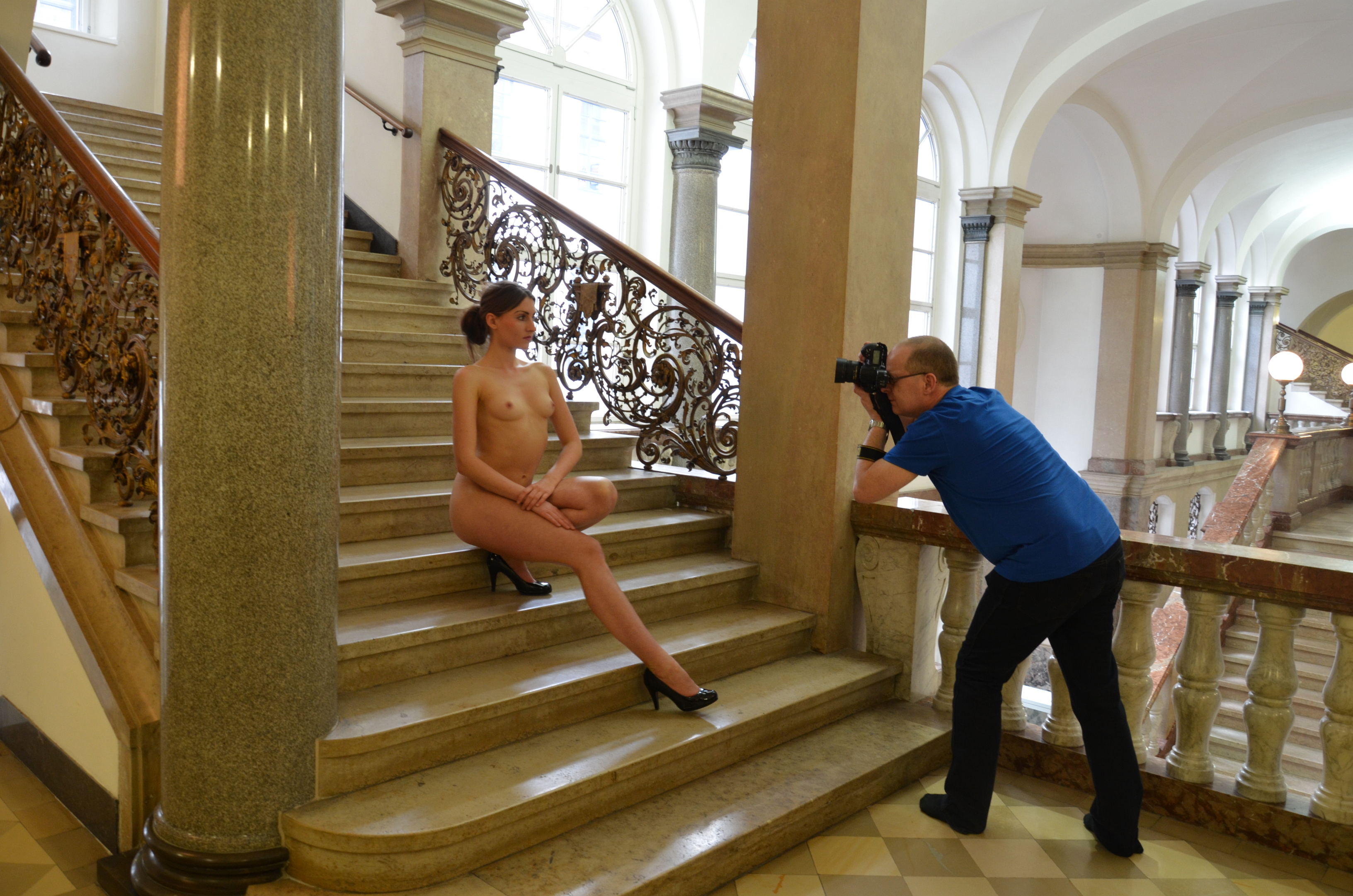
Een fotograaf maakt een naaktfoto (2012)

Naaktfotografie is een stijl van fotografie waarbij het naakte menselijke lichaam wordt afgebeeld als kunst.
Er zijn drie vormen van naaktfotografie, de klassieke, de erotische en de pornografie. Fotografen beschouwen de klassieke naaktfotografie als een studie van het menselijk lichaam, eerder dan van de persoon.